# Trith-Saint-Léger
Trith-Saint-Léger – miejscowość i gmina we Francji, w regionie Hauts-de-France, w departamencie Nord.
Według danych na rok 1990 gminę zamieszkiwało 6208 osób, a gęstość zaludnienia wynosiła 904 osób/km² (wśród 1549 gmin regionu Nord-Pas-de-Calais Trith-Saint-Léger plasuje się na 140. miejscu pod względem liczby ludności, natomiast pod względem powierzchni na miejscu 528.).